# Дарди
Дардите са група индоарийски народи в Южна Азия.
Наброяват около 7 милиона души, като най-многобройни сред тях са кашмирците. Живеят в Пакистан (Гилгит-Балтистан и Северозападна погранична провинция), Индия (Джаму и Кашмир) и североизточен Афганистан. Говорят дардски езици, а мнозинството са мюсюлмани. Смята се, че са потомци на създателите на Ригведа от II хилядолетие пр. Хр.